# Max Kepler

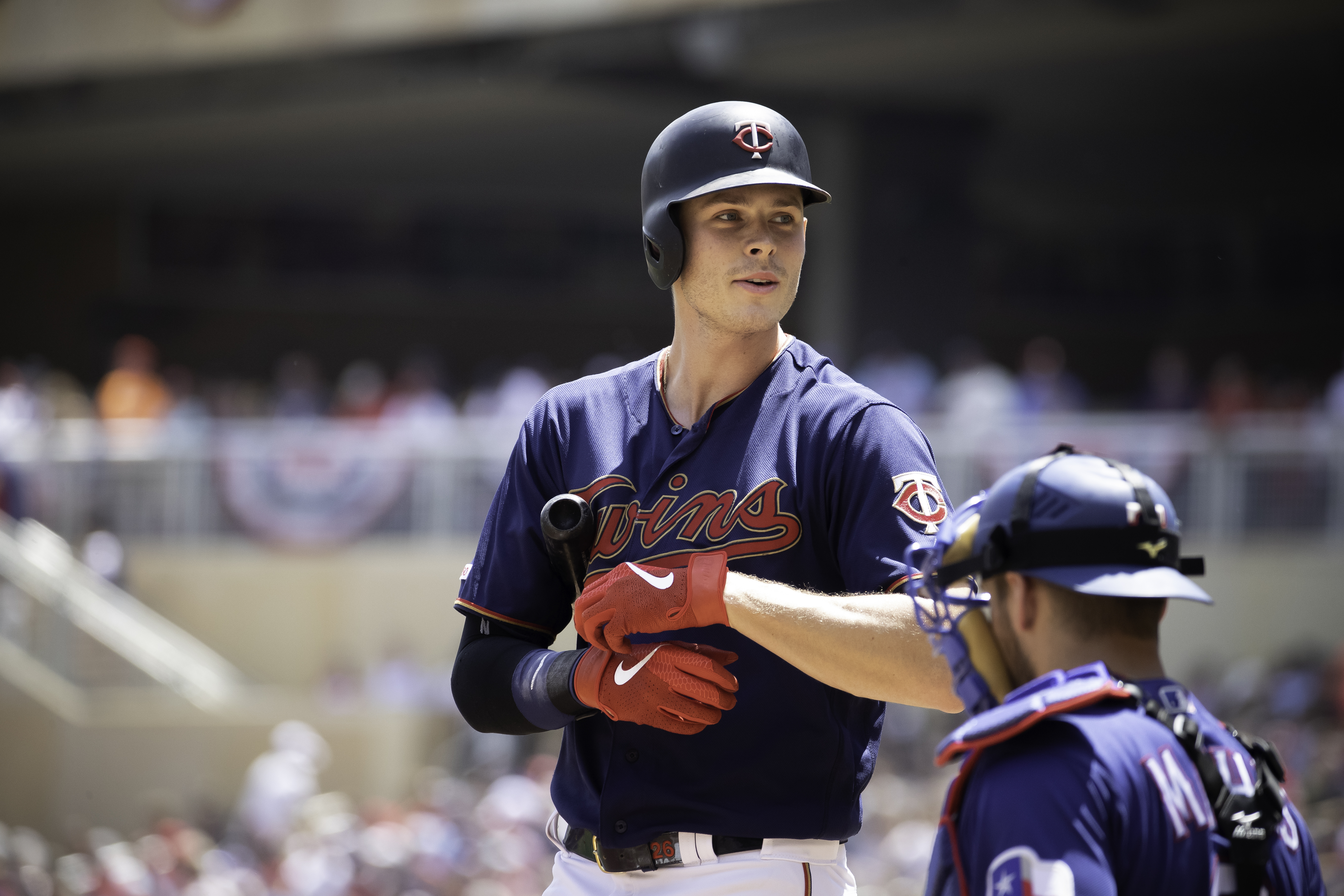
Max Kepler, 2019.

Maximilian "Max" Kepler-Różycki, född 10 februari 1993 i Berlin, är en tysk-amerikansk professionell basebollspelare som spelar som outfielder för Minnesota Twins i Major League Baseball (MLB). Han har tidigare spelat för Buchbinder Legionäre Regensburg i Baseball-Bundesliga.
Kepler har spelat juniorfotboll för Hertha BSC Berlin.
Han har varit tillsammans med den amerikanska fotbollsspelaren Abby Dahlkemper.